# Ambassade du Chili en France
L'ambassade du Chili en France est la représentation diplomatique de la république du Chili auprès de la République française. Elle est située 2, avenue de La Motte-Picquet dans le 7e arrondissement de Paris, la capitale du pays. Son ambassadeur est, depuis 2023, Raúl Fernández Daza.
L'ambassade a donné son nom à la place Salvador-Allende et au square Santiago-du-Chili voisins.

## Histoire
Dans les années 1900, la chancellerie de la légation du Chili se trouvait 60 rue de Prony (17e arrondissement), tandis que son consulat général était situé 49 rue de Caumartin (9e arrondissement). Dans les années 1920, la légation était installée 23 avenue du Bois-de-Boulogne (16e arrondissement), tandis que son consulat général était situé 2 square La Bruyère (9e arrondissement).
L'ambassade est située à son adresse actuelle, à l'angle de l'avenue de La Motte-Picquet et du boulevard de La Tour-Maubourg (no 64), depuis 1929. Cet hôtel particulier est construit en 1907 sur les plans de René Sergent pour le prince Henri de La Tour-d'Auvergne. Après sa mort en 1914, puis celle de son frère Alexandre en 1918, sa veuve le loue à l'ambassade des États-Unis jusqu'en 1929 avant de le vendre au gouvernement chilien.

### Pablo Neruda
Ambassadeur de 1971 à 1972, Pablo Neruda raconte dans J'avoue que j'ai vécu (Gallimard, 1975) son arrivée à la tête de la mission diplomatique et les changements que cela induit. En effet, il s'y était plusieurs fois rendu par le passé, subissant des humiliations à l'époque où le pouvoir chilien en place lui reprochait son engagement communiste. En revanche, après la victoire de Salvador Allende, il occupe la première place de l'ambassade, même si la fidélité du personnel à l'égard de l'ancien régime le conduit à la prudence, appelant son ami Jorge Edwards pour le seconder dans son travail. Il écrit : « Le persécuté allait enfin s'asseoir à la place du persécuteur, manger à sa table, dormir dans son lit et ouvrir les fenêtres pour que l'air nouveau du monde dépoussière une vieille ambassade ». Gêné par le style pompeux et vieillot de l'édifice, il ne s'y sent guère à l'aise. Il fait décrocher les portraits des anciens ambassadeurs, à l'exception de celui d'Alberto Blest Gana, et les remplace par des photographies de l'ancien président Pedro Aguirre Cerda, du fondateur du Parti communiste chilien Luis Emilio Recabarren et de Salvador Allende.

## Ambassadeurs du Chili en France

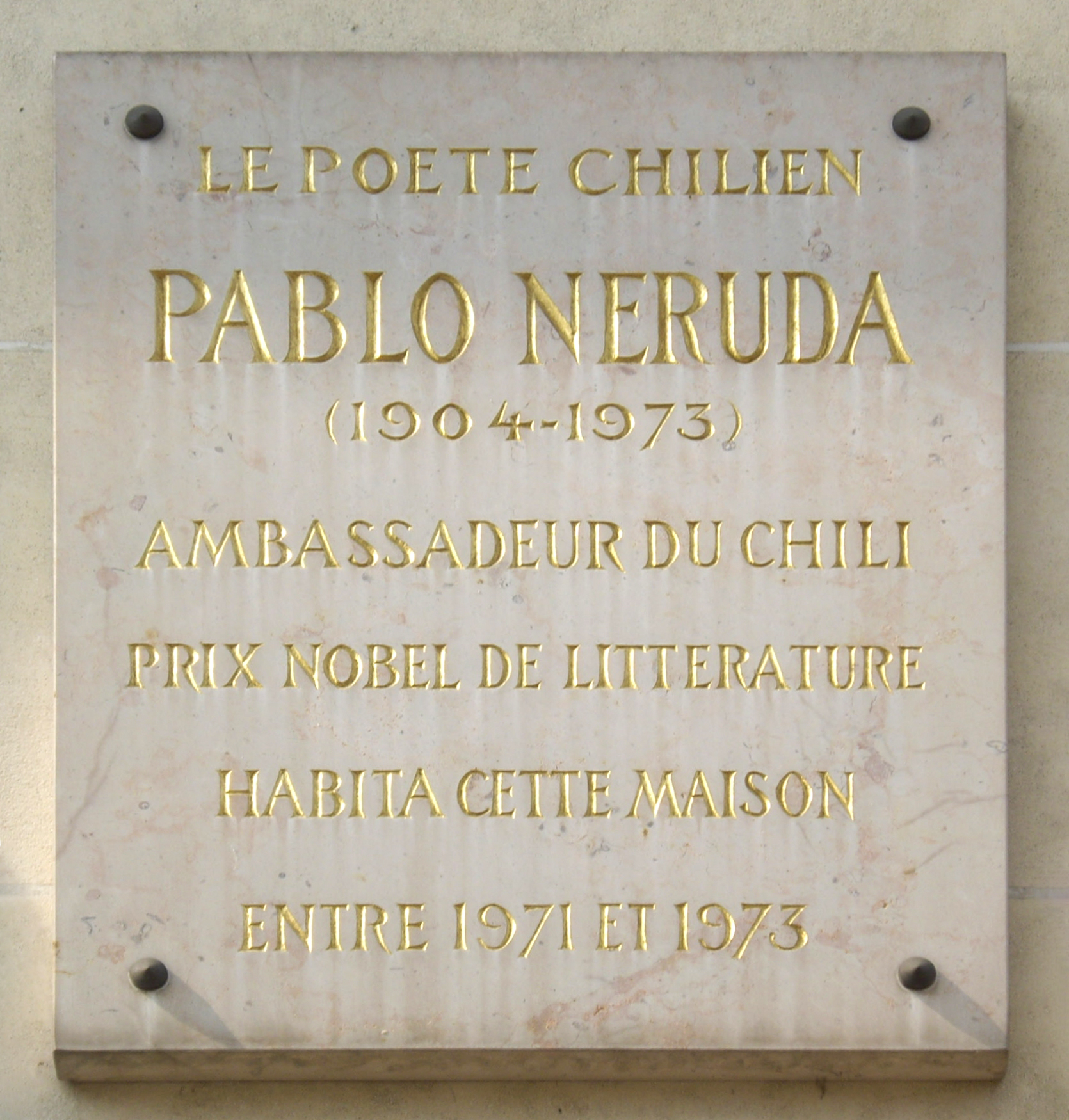
Plaque devant l'immeuble, rappelant que l'écrivain Pablo Neruda fut ambassadeur du Chili en France au début des années 1970.

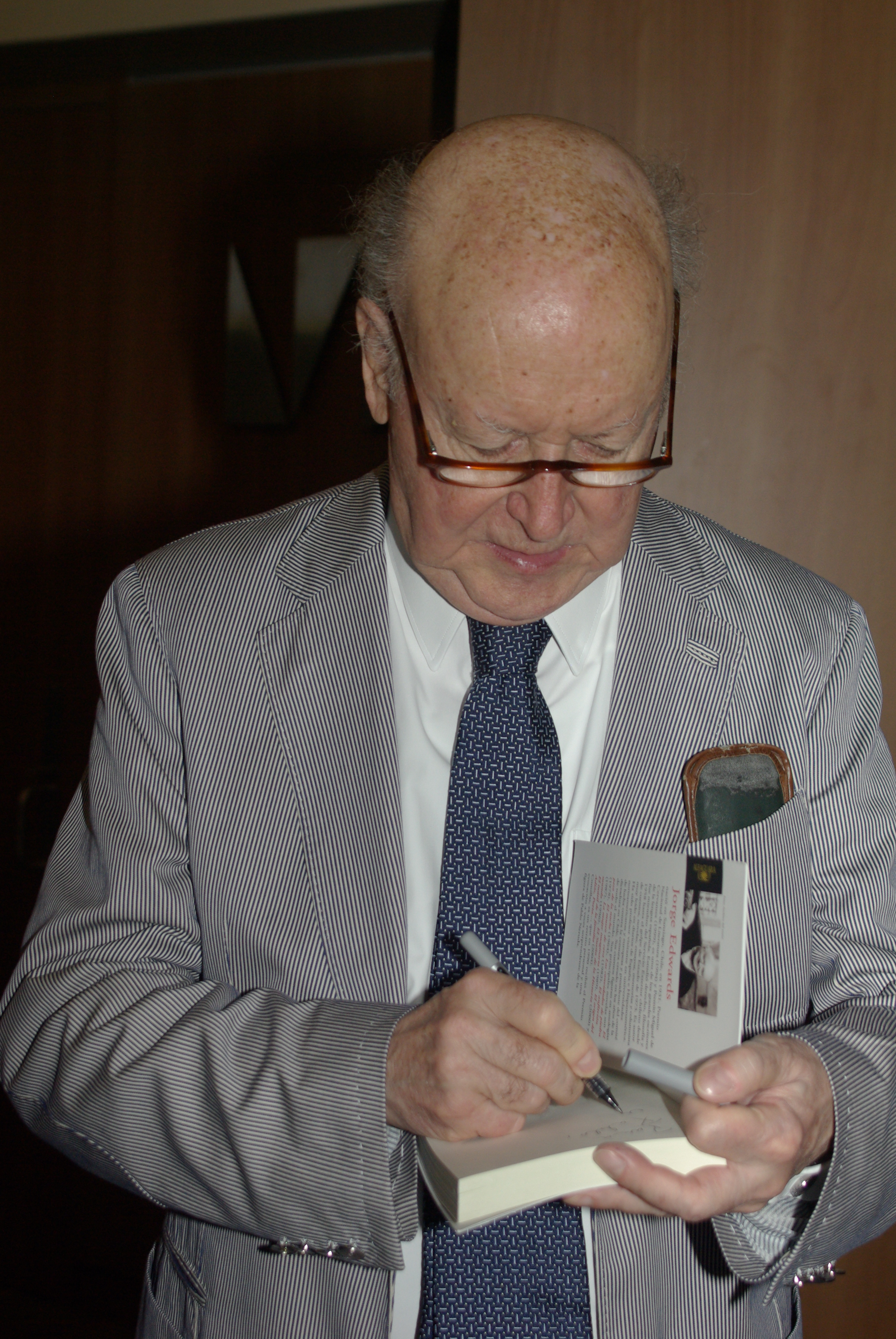
Jorge Edwards, ambassadeur du Chili en France, entre 2010 et 2014.

| Date de nomination | Date de nomination | Date de remise des lettres de créance | Date de remise des lettres de créance | Ambassadeur                              |
| ------------------ | ------------------ | ------------------------------------- | ------------------------------------- | ---------------------------------------- |
| ?                  |                    | 1831                                  |                                       | José Miguel de la Barra (es)             |
| ?                  |                    | 1834                                  |                                       | Joaquín Tocornal Jiménez (es)            |
| ?                  |                    | 1836                                  |                                       | Francisco Javier Rosales Larraín         |
| ?                  |                    | 1853                                  |                                       | Manuel Blanco Encalada                   |
| ?                  |                    | 1863                                  |                                       | Francisco Javier Rosales Larraín         |
| ?                  |                    | 1869                                  |                                       | Alberto Blest Gana                       |
| ?                  |                    | 26 décembre 1887                      | [ JORF 1 ]                            | Carlos Antúnez González (es)             |
| ?                  |                    | 20 novembre 1891                      | [ JORF 2 ]                            | Augusto Matte (es)                       |
| ?                  |                    | 12 mai 1897                           | [ JORF 3 ]                            | Ramón Barros Luco                        |
| ?                  |                    | 13 juillet 1900                       | [ JORF 4 ]                            | Enrique Salvador Sanfuentes (es)         |
| ?                  |                    | 1905                                  |                                       | Diego Dublé Urrutia (es)                 |
| ?                  |                    | 1908                                  |                                       | Federico Puga Borne                      |
| ?                  |                    | 1918                                  |                                       | Maximiliano Ibáñez (es)                  |
| ?                  |                    | 1920                                  |                                       | Carlos Morla Lynch (es)                  |
| ?                  |                    | 1922                                  |                                       | Armando Quezada (es)                     |
| ?                  |                    | 1929                                  |                                       | Arturo Alemparte (es)                    |
| ?                  |                    | 1934                                  |                                       | Fernando Freire García de la Huerta (es) |
| ?                  |                    | 1939                                  |                                       | Gabriel González Videla                  |
| ?                  |                    | 1944                                  |                                       | Óscar Schnake (es)                       |
| ?                  |                    | 12 mars 1947                          | [ JORF 5 ]                            | Joaquín Fernández Fernández (es)         |
| ?                  |                    | 13 octobre 1953                       | [ JORF 6 ]                            | Juan Bautista Rossetti (es)              |
| ?                  |                    | 12 septembre 1959                     | [ JORF 7 ]                            | Carlos Morla Lynch (es)                  |
| ?                  |                    | 4 mars 1965                           | [ JORF 8 ]                            | Enrique Bernstein (es)                   |
| ?                  |                    | 26 mars 1971                          | [ JORF 9 ]                            | Pablo Neruda                             |
| ?                  |                    | 19 février 1974                       | [ JORF 10 ]                           | Fernando Duran Villareal                 |
| ?                  |                    | 24 octobre 1975                       | [ JORF 11 ]                           | Jorge Errázuriz Echenique                |
| ?                  |                    | 10 décembre 1976                      | [ JORF 12 ]                           | Leonidas Irarrazaval                     |
| ?                  |                    | 7 février 1980                        | [ JORF 13 ]                           | Juan José Fernández Valdés               |
| ?                  |                    | 27 avril 1983                         | [ JORF 14 ]                           | Eduardo Cisternas                        |
| ?                  |                    | 10 novembre 1987                      | [ JORF 15 ]                           | Hector Riesle Contreras                  |
| ?                  |                    | 29 juin 1990                          | [ JORF 16 ]                           | José Miguel Barros (es)                  |
| ?                  |                    | 25 mai 1994                           | [ JORF 17 ]                           | José Manuel Morales Tallar               |
| ?                  |                    | 11 décembre 1997                      | [ JORF 18 ]                           | Fabio Vio (es)                           |
| ?                  |                    | 28 juin 2000                          | [ JORF 19 ]                           | Marcelo Schilling (es)                   |
| ?                  |                    | 3 novembre 2004                       | [ JORF 20 ]                           | Hernán Sandoval                          |
| ?                  |                    | 2 juin 2006                           | [ JORF 21 ]                           | Pilar Armanet (es)                       |
| ?                  |                    | 3 décembre 2010                       | [ JORF 22 ]                           | Jorge Edwards                            |
| ?                  |                    | 8 juillet 2014                        | [ JORF 23 ]                           | Patricio Hales (es)                      |
| ?                  |                    | 23 février 2017                       | [ JORF 24 ]                           | Marcia Covarrubias (es)                  |
| ?                  |                    | 12 avril 2019                         | [ JORF 25 ]                           | Juan Salazar Sparks                      |
| ?                  |                    | 22 juillet 2022                       | [ JORF 26 ]                           | José Miguel Capdevila                    |
| ?                  |                    | 22 septembre 2023                     | [ JORF 27 ]                           | Raúl Fernández Daza                      |

## Consulat

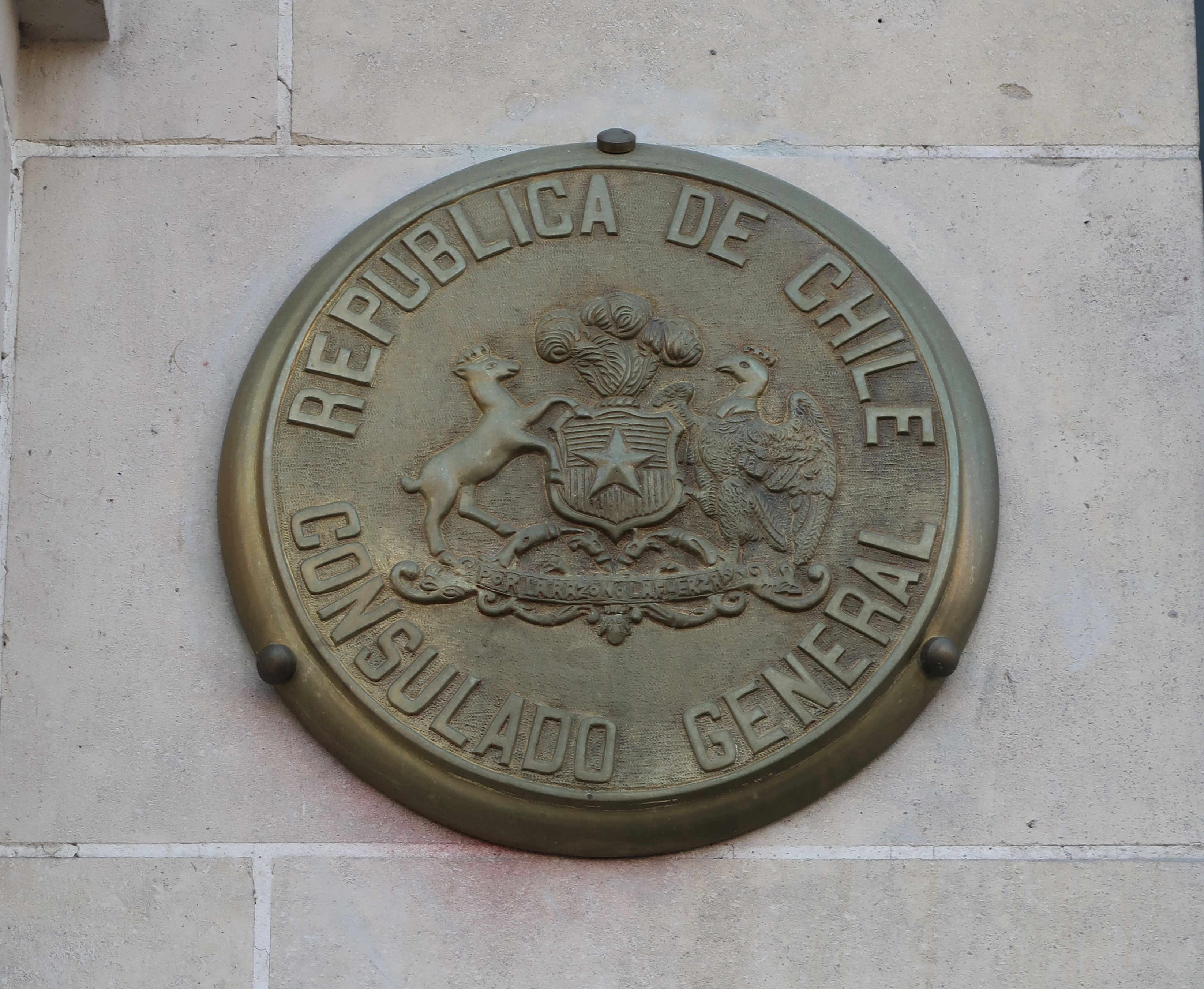
Médaillon à l'entrée du consulat.

La section consulaire de l'ambassade est située dans le même bâtiment mais par l'entrée du 64, boulevard de La Tour-Maubourg.

## Délégation auprès de l'OCDE

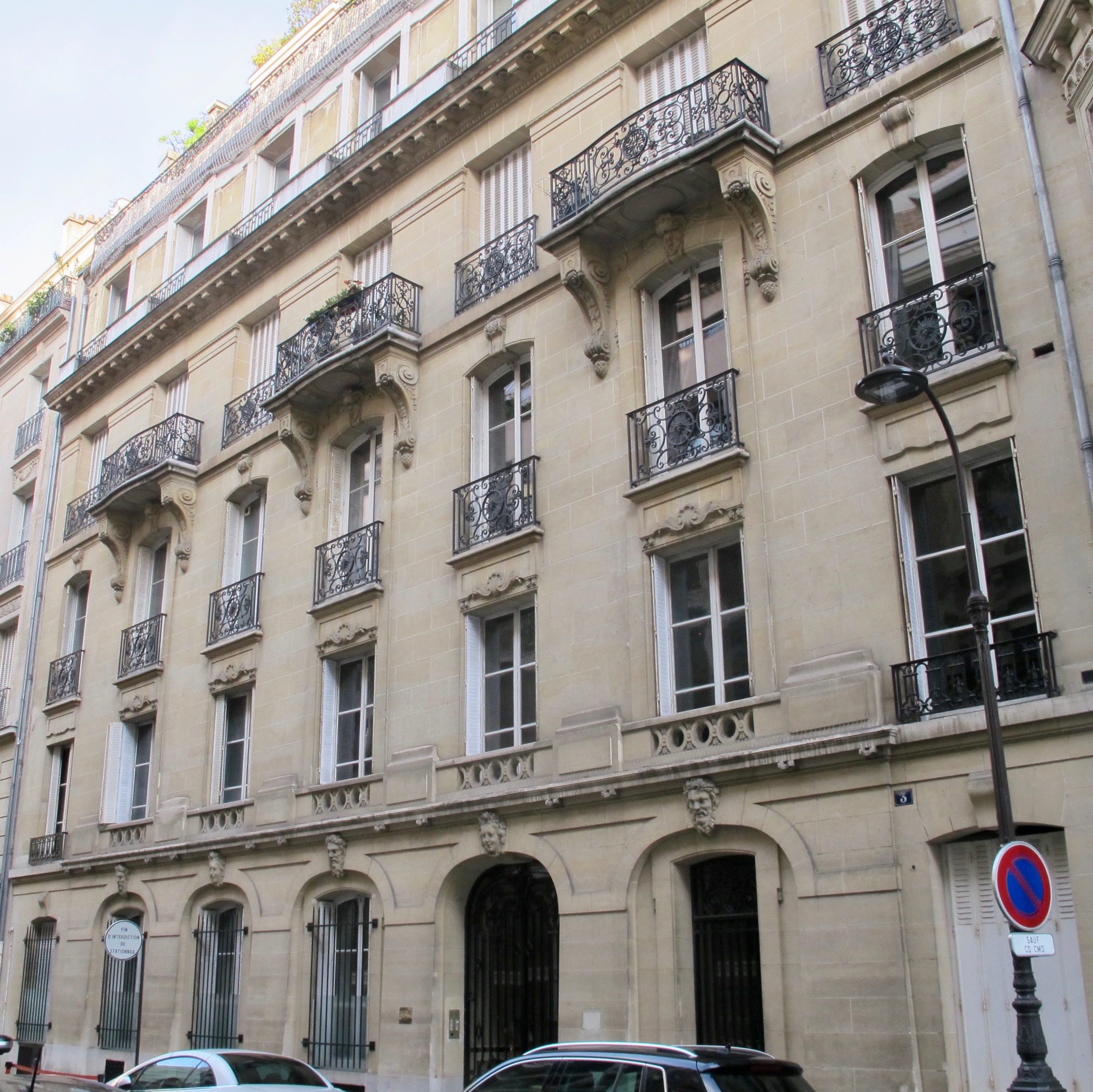
Délégation du Chili auprès de l'OCDE à Paris.

La délégation du Chili auprès de l'OCDE se trouve 3, rue Albéric-Magnard (16e arrondissement).